# TRNK (karboksimetiluridin34-5-O)-metiltransferaza
TRNK (karboksimetiluridin34-5-O)-metiltransferaza (EC 2.1.1.229, ALKBH8, ABH8, Trm9, tRNK metiltransferaza 9) je enzim sa sistematskim imenom S-adenozil--metionin:tRNK (karboksimetiluridin34-5-O)-metiltransferaza. Ovaj enzim katalizuje sledeću hemijsku reakciju
-adenozil--metionin + karboksimetiluridin34 u tRNK {\displaystyle \rightleftharpoons } -adenozil-L-homocistein + 5-(2-metoksi-2-oksoetil)uridin34 u tRNK
Ovaj enzim katalizuje posttranslacionu modifikaciju uridinskih ostataka u pokretnoj poziciji 34 antikodonske petlje tRNK.

## Literatura
- Nicholas C. Price; Lewis Stevens (1999). Fundamentals of Enzymology: The Cell and Molecular Biology of Catalytic Proteins (Third изд.). USA: Oxford University Press. ISBN 019850229X.
- Eric J. Toone (2006). Advances in Enzymology and Related Areas of Molecular Biology, Protein Evolution (Volume 75 изд.). Wiley-Interscience. ISBN 0471205036.
- Branden C; Tooze J. Introduction to Protein Structure. New York, NY: Garland Publishing. ISBN 0-8153-2305-0.
- Irwin H. Segel. Enzyme Kinetics: Behavior and Analysis of Rapid Equilibrium and Steady-State Enzyme Systems (Book 44 изд.). Wiley Classics Library. ISBN 0471303097.

## Spoljašnje veze
- TRNA+(carboxymethyluridine34-5-O)-methyltransferase на 